# Панамериканский чемпионат по борьбе 2021
Панамериканский чемпионат по борьбе 2021 года прошёл 27 — 30 мая в городе Гватемала (Гватемала). В соревнованиях приняли участие представители 19 стран. Судили поединки 15 судей.

## Страны-участницы
| 1. Аргентина; 2. Бразилия; 3. Венесуэла; 4. Гватемала; 5. Гондурас; 6. Доминиканская Республика; 7. Канада; 8. Колумбия; 9. Коста-Рика; 10. Мексика; 11. Никарагуа; 12. Панама; 13. Парагвай; 14. Перу; 15. Пуэрто-Рико; 16. Сальвадор; 17. США; 18. Чили; 19. Эквадор; |

## Медалисты

### Вольная борьба
| Весовая категория | Золото                | Серебро                                 | Бронза                                                                  |
| ----------------- | --------------------- | --------------------------------------- | ----------------------------------------------------------------------- |
| до 57 кг          | Виталий Аруджау · США | Роберто Алехандро · Мексика             | Александр Фернандес · Доминиканская Республика Самуэль Альва · Перу     |
| до 61 кг          | Шелтон Мак · США      | Хуан Рамирес · Доминиканская Республика | Хорхе Альберто Ольвера · Мексика                                        |
| до 65 кг          | Джозеф Маккенна · США | Маркос Секейра · Бразилия               | Альбаро Рудесиндо · Доминиканская Республика Хонатан Перес · Гватемала  |
| до 70 кг          | Алек Панталео · США   | Карлос Ромеро · Чили                    | Винсент де Маринис · Канада Энрике Перес · Гватемала                    |
| до 74 кг          | Кайл Дэйк · США       | Виктор Эрнандес · Мексика               | Хулио Родригес · Доминиканская Республика Джонатан Парило · Пуэрто-Рико |
| до 79 кг          | Томас Гант · США      | Нестор Тафур · Колумбия                 | Самуэль Бармиш · Канада                                                 |
| до 86 кг          | Дэвид Тейлор · США    | Клейтон Пайл · Канада                   | Ноэль Торрес · Мексика Талес Реис · Бразилия                            |
| до 92 кг          | Натан Джексон · США   | Джерими Пиориер · Канада                | Анхель Баутиста · Мексика                                               |
| до 97 кг          | Кайл Снайдер · США    | Луис Перес · Доминиканская Республика   | Максвелл Лейси · Коста-Рика                                             |
| до 125 кг         | Гейбл Стивсон · США   | Али Баргаут · Канада                    | Катриэль Муриэль · Аргентина                                            |

### Греко-римская борьба
| Весовая категория | Золото                                 | Серебро                                    | Бронза                                               |
| ----------------- | -------------------------------------- | ------------------------------------------ | ---------------------------------------------------- |
| до 60 кг          | Дихтер Торо · Колумбия                 | Ильдар Хафизов · США                       | Марат Гарипов · Бразилия Джошуа Медина · Пуэрто-Рико |
| до 63 кг          | Андрес Монтаньо · Эквадор              | Рандон Миранда · США                       | Эмерсон Ордонес · Гватемала                          |
| до 67 кг          | Хавьер Джонсон · США                   | Эньер Фелисиано · Доминиканская Республика | Диего Мартинес · Мексика Калебе Корреа · Бразилия    |
| до 72 кг          | Джеймс Джонсон · США                   | Хуан Руис · Мексика                        | Карлос Фуэнтес · Гватемала                           |
| до 77 кг          | Пейтон Уолш · США                      | Жойлсон Жуниор · Бразилия                  | Марсиано Али · Пуэрто-Рико Ренье Хименес · Гватемала |
| до 82 кг          | Бен Провизор · США                     | Давид Чок · Гватемала                      | Александр Мартинес · Мексика                         |
| до 87 кг          | Джон Стефанович · США                  | Даниэль Висент · Мексика                   | Рониссон Брандао · Бразилия                          |
| до 97 кг          | Кевин Мехия · Гондурас                 | Бракстон Амос · США                        | Игорь Кейрос · Бразилия                              |
| до 130 кг         | Лео Сантана · Доминиканская Республика | Доналд Лонгендайк · США                    | Исаак Консерва · Бразилия                            |

### Женская борьба
| Весовая категория | Золото                     | Серебро                                  | Бронза                                                  |
| ----------------- | -------------------------- | ---------------------------------------- | ------------------------------------------------------- |
| до 50 кг          | Сара Хильдебрандт · США    | Жаклин Мольокана · Эквадор               | Камила Барбоза · Бразилия Патрисия Бермудес · Аргентина |
| до 53 кг          | Ронна Хитон · США          | Луиса Вальверде · Эквадор                | Сабрина Гама · Бразилия                                 |
| до 55 кг          | Джакарра Винчестер · США   | Вирджиния Каско · Канада                 | Энни Рамирес · Доминиканская Республика                 |
| до 57 кг          | Джулия Пеналбер · Бразилия | Александрия Таун · Канада                | Камерон Гуэрин · США                                    |
| до 59 кг          | Майя Нелсон · США          | Линда Мораис · Канада                    | Каролина Сантана · Бразилия                             |
| до 62 кг          | Кайла Миракл · США         | Лайс Нуньес · Бразилия                   | Алехандра Ромеро · Мексика                              |
| до 65 кг          | Дженнифер Пейдж · США      | Эшли Сарате · Панама                     | Аманда Савард · Канада                                  |
| до 68 кг          | Тамира Менса · США         | Ессико Овьеда · Доминиканская Республика | Лус Клара Варгас · Аргентина Габриэла Роша · Бразилия   |
| до 72 кг          | Александрия Глод · США     | Янет Соверо · Перу                       | Бренда Агиар · Бразилия                                 |
| до 76 кг          | Аделайн Грей · США         | Хенесис Реаско · Эквадор                 | Алина Феррейра · Бразилия                               |

## Таблица медалей
*   Принимающая страна (Гватемала)
| Место           | Страна                   | Золото | Серебро | Бронза | Всего |
| --------------- | ------------------------ | ------ | ------- | ------ | ----- |
| 1               | США                      | 24     | 4       | 1      | 29    |
| 2               | Доминиканская Республика | 1      | 4       | 4      | 9     |
| 3               | Бразилия                 | 1      | 3       | 12     | 16    |
| 4               | Эквадор                  | 1      | 3       | 0      | 4     |
| 5               | Колумбия                 | 1      | 1       | 0      | 2     |
| 6               | Гондурас                 | 1      | 0       | 0      | 1     |
| 7               | Канада                   | 0      | 6       | 3      | 9     |
| 8               | Мексика                  | 0      | 4       | 6      | 10    |
| 9               | Гватемала*               | 0      | 1       | 5      | 6     |
| 10              | Перу                     | 0      | 1       | 2      | 3     |
| 11              | Панама                   | 0      | 1       | 0      | 1     |
| 11              | Чили                     | 0      | 1       | 0      | 1     |
| 13              | Аргентина                | 0      | 0       | 3      | 3     |
| 14              | Пуэрто-Рико              | 0      | 0       | 2      | 2     |
| 15              | Коста-Рика               | 0      | 0       | 1      | 1     |
| Всего стран: 15 | Всего стран: 15          | 29     | 29      | 39     | 97    |

## Командный зачёт
| Место | Вольная борьба           | Вольная борьба | Греко-римская борьба     | Греко-римская борьба | Женская борьба           | Женская борьба |
| Место | Команда                  | Очки           | Команда                  | Очки                 | Команда                  | Очки           |
| ----- | ------------------------ | -------------- | ------------------------ | -------------------- | ------------------------ | -------------- |
| 1     | США                      | 250            | США                      | 205                  | США                      | 240            |
| 2     | Канада                   | 116            | Бразилия                 | 95                   | Бразилия                 | 144            |
| 3     | Мексика                  | 114            | Мексика                  | 94                   | Канада                   | 115            |
| 4     | Доминиканская Республика | 94             | Гватемала                | 73                   | Эквадор                  | 72             |
| 5     | Гватемала                | 80             | Колумбия                 | 72                   | Мексика                  | 57             |
| 6     | Бразилия                 | 73             | Доминиканская Республика | 60                   | Колумбия                 | 43             |
| 7     | Колумбия                 | 56             | Эквадор                  | 53                   | Перу                     | 38             |
| 8     | Чили                     | 47             | Перу                     | 42                   | Доминиканская Республика | 35             |
| 9     | Аргентина                | 45             | Сальвадор                | 27                   | Сальвадор                | 31             |
| 10    | Перу                     | 40             | Гондурас                 | 25                   | Аргентина                | 30             |